# William Alexander (lord Stirling)
William Alexander, również lord Stirling (ur. 26 grudnia 1726 w Nowym Jorku, zm. 15 stycznia 1783 w Albany) – amerykański kupiec i oficer szkockiego pochodzenia. Służył jako sekretarz generała Williama Shirleya w trakcie wojny o panowanie w Ameryce Północnej, zaś podczas wojny o niepodległość Stanów Zjednoczonych był oficerem Armii Kontynentalnej, a następnie głównodowodzącym Północnego Departamentu Armii Kontynentalnej.

## Życiorys

### Dzieciństwo i młodość
William Alexander urodził się 26 grudnia 1726 roku w Nowym Jorku jako syn szkockiego prawnika-jakobity Jamesa Alexandra oraz Mary Sprat (primo voto Provoost), bogatej wnuczki burmistrza Nowego Jorku Johannesa de Peystera zajmującej się kupiectwem. „Billie”, jak nazywała go rodzina, wychowywał się w domu matki przy Pearl Street, a następnie w posiadłości przy skrzyżowaniu Beaver Street i Broad Street.
Dzięki kupieckiej zaradności matki miał szansę na solidną edukację – największe umiejętności przejawiał w matematyce, jednakże opanował również tajniki technik obmiaru terenu, polityki, strategii, astronomii oraz handlu. Nie wiadomo, czy uczęszczał do którejś z założonych przez ojca szkół – wolnej szkoły finansowanej przez rodzinę Morrisów lub Latin High School. Najprawdopodobniej pierwsze nauki pobierał prywatnie. Choć nigdy nie ukończył szkół wyższych zgłębił arkana prawa przy boku ojca, wraz z przyszłym szwagrem i przyszłym gubernatorem New Jersey Williamem Livingstonem.

### Kariera w handlu
Od lat 40. XVIII wieku zajmował się handlem, stopniowo budując własne, niezależne od rodziców, imperium kupieckie, nie zaprzestając wszakże pracy w kantorze matki. Głównym zajęciem była dystrybucja towarów przybywających z Anglii. W roku 1748 stworzył spółkę z Johnem Stevensem, angażując się w obrót towarów wojskowych u kresu wojny o sukcesję austriacką. Nie stronił od handlu niewolnikami. Jego przekonania w tej kwestii może zilustrować fakt, że po rewolcie niewolników w 1741 roku wspierał działania prokuratora generalnego Richarda Bradleya w skazaniu na powieszenie i spalenie wielu zaangażowanych w bunt.
Był również oddany sprawom wojskowym, piastując funkcję kapitana kompanii nowojorskiej milicji. Do jego obowiązków należało musztrowanie i trenowanie swoich ludzi.
W 1752 roku odziedziczył po przyrodnim bracie Davidzie Provooscie ziemię w Esopus. Zakupił również 1/16 udziału w Hardenbergh Patent.
W tym samym roku dołączył do „Klubu Wigów”, stowarzyszającego młodych ludzi o poglądach republikańskich (wśród członków znaleźli się m.in. William Livingstone, John Morin Scott oraz William Peartree Smith). Klub spotykał się w tawernie King’s Arms, gdzie pito zdrowie Olivera Cromwella i tworzono manifesty. Prócz tego wydawał gazetę zatytułowaną „The Independent Reflector”, piętnującą „bigoterię, uprzywilejowaną pozycję kleru, tyranię, uległość i nieuczciwość na stanowiskach publicznych” jak również dominację anglikanów w Ameryce.

### „Parostwo” i działalność polityczna

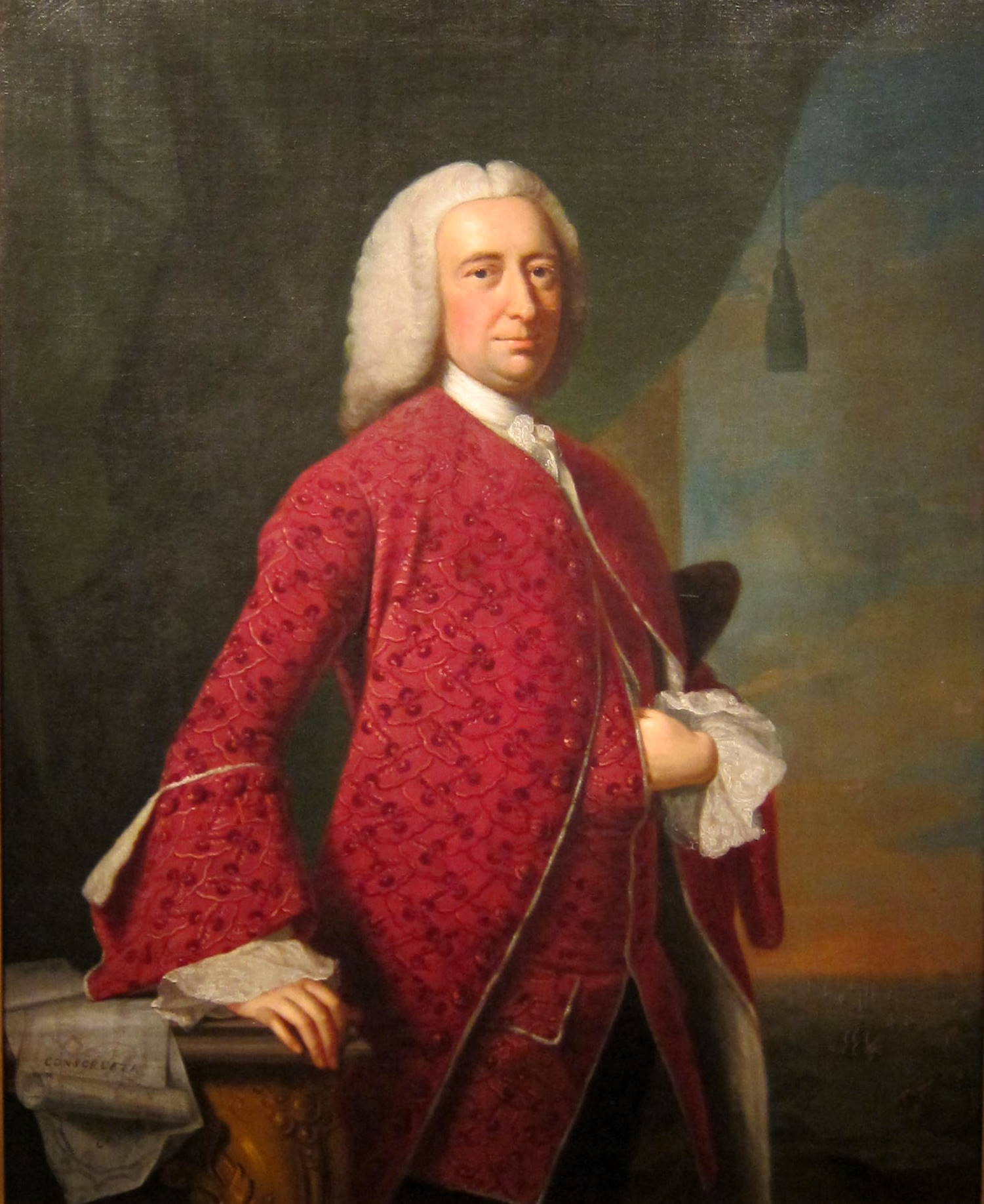
William Shirley, protektor i przełożony Alexandra

W lipcu 1754 roku William, w zastępstwie chorującego na podagrę ojca, udał się do Albany na kongres kolonialny.
Zimą tego samego roku dzięki jego wstawiennictwu został sekretarzem gubernatora prowincji Massachusetts Bay Williama Shirleya. W tym samym czasie awansował również na majora nowojorskiej milicji. Shirley skorzystał z kupieckich koneksji Williama, organizując wyprawę mającą odbić Fort Niagara z rąk Francuzów. Zadaniem sekretarza była aprowizacja, transport oraz zapewnienie materiałów do budowy fortyfikacji. Alexander towarzyszył nowemu mocodawcy podczas wyprawy, jednakże ta zakończyła się klęską pod Fortem Oswego, w efekcie przynosząc kres wojskowej kariery oraz kadencji gubernatorskiej Shirleya.
Mimo że 8 maja 1758 roku zmarł jego ojciec, Alexander w lipcu tegoż roku udał się wraz z Shirleyem do Anglii. Gubernator został wezwany, by wytłumaczyć się z nieudanej ekspedycji, a młody sekretarz bronił go przed trybunałem.
Pozostał tam przez kilka kolejnych lat, poznając wielu wpływowych ludzi i starając się pozyskać tytuł szlachecki oraz miejsce w Izbie Lordów. Z tego powodu utrzymywał, iż jest spadkobiercą Henry’ego Alexandra, 5. hrabiego Stirling (tytuł wygasł po jego śmierci w 1739 roku). 24 marca 1759 roku szkocki trybunał parów wydał wyrok zatwierdzający Alexandra jako najbliższego żyjącego męskiego potomka hrabiego Stirling; identyczną decyzję wydała szkocka Izba Lordów. Do oficjalnego przyznania tytułu nie doszło, jako że petycję odrzuciła angielska Izba Lordów.
W październiku 1761 roku ruszył w powrotną podróż do Ameryki na pokładzie statku „Alcide”. Powodem było fiasko „szlacheckiej eskapady”, śmierć matki oraz tęsknota za rodziną i przyjaciółmi. W Nowym Jorku został gorąco powitany, a jego bliscy tytułowali go „lordem Stirling”, mimo wątpliwego doń prawa. Tytuł miał mu towarzyszyć do końca życia i był bez uszczypliwości używany nawet przez zajadłych republikanów w rodzaju Jerzego Waszyngtona.
Po powrocie William porzucił pracę w kantorze handlowym matki i na portowym nabrzeżu – dzięki majętnościom odziedziczonym po rodzinach żony i swojej wartym przeszło 100 tysięcy funtów nabył 584 akry ziemi w Basking Ridge i rozpoczął budowę dworku, starając się naśladować życie angielskiego dżentelmena.
Poza hodowlą krzewów winnych i ogrodnictwem, zajmował się pisaniem listów do wysoko postawionych osób, doradzając różne strategie mające przynosić Wielkiej Brytanii zyski. W 1762 roku w liście do przyszłego premiera, hrabiego Bute zaoferował się przyjąć pozycję poborcy myt w Nowym Jorku. Rok później doradzał hrabiemu Shelburne rozwiązania mające uregulować handel morski w koloniach.
Działał również w różnych ciałach lokalnych – zasiadał w radach kolonii Nowy Jork i New Jersey, radzie zarządców w East Jersey, jak również trybunale ds. sądzenia piratów. Prócz tego gubernator Nowego Jorku mianował go komendantem Niezależnej Kompanii Grenadierów, składającej się z miejskiej milicji. Wspierał również kariery bliskich znajomych, rekomendując ich na liczne stanowiska. Zaskarbił sobie również przyjaźń gubernatora New Jersey Williama Franklina. Działał również dla dobra Basking Ridge – na własny koszt zajmował się reperacją okolicznych dróg. W 1767 roku w Basking Ridge powstała loża masońska, której Stirling został wielkim mistrzem.
Alexander skrytykował uchwalone w maju 1765 roku przez brytyjski rząd „Akty Nawigacyjne”, uważając, iż będą miały szkodliwy wpływ na amerykański handel; nie przybył jednak na zjazd rady New Jersey, który odbył się 6 listopada z polecenia gubernatora Franklina, a mający odnieść się do nadmienionej regulacji. Poproszony listownie o umotywowanie swojego zachowania, tłumaczył, iż zatrzymały go „bóle reumatyczne w każdej kończynie i stawie”. Pomimo że pozostał przeciwny regulacjom prawnym uchwalanym przez koronę, a dotyczącym amerykańskiego handlu, nie sprzeciwiał się wszystkim aktom – w 1767 roku optował by rada Nowego Jorku przychylnie odniosła się do ustawy o obowiązku kwaterowania „czerwonych kurtek”.

### Problemy finansowe
Niedługo po powrocie do Ameryki Stirling zaczął mieć problemy z pieniędzmi. Wynikało to po części z zainwestowania całej niemal fortuny w ziemię oraz wszelkiego rodzaju przedsiębiorstwa wytwórcze i wydobywcze (folusze, tartaki, kopalnie żelaza), dostarczające niewielkich zysków. Odpowiedzią na powyższe problemy były nieudane próby odzyskania funduszy, które sam pożyczył, inwestowanie w niesprawdzone przedsiębiorstwa i szalone życie ponad stan, generujące coraz większe zadłużenie.
W 1768 roku Stirling został sądownie oskarżony przez swoich byłych partnerów handlowych – Petera Van Burgha Livingstona i Lewisa Morrisa – o niepodzielenie się zyskami z działalności zaopatrzeniowej dla armii podczas wyprawy na Fort Niagara. Stirling powoływał się na konieczność łożenia „wielkich sum na cel utrzymania koneksji jakie nawiązał” w celu prowadzenia działalności. Sprawa ugrzęzła w trybunale i nie została rozpatrzona z korzyścią dla żadnej ze stron, a jej kres przyniósł wybuch wojny.

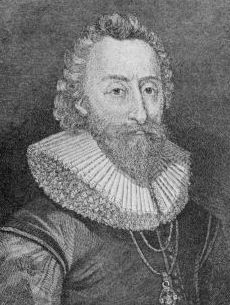
William Alexander, 1. hrabia Stirling, obdarowany nadaniem ziemskim w 1631 roku

Tego samego roku Stirling postanowił sprzedać 150 akrów ziemi nad Penobscot oraz Castine, które wchodziły w skład nadania jakie otrzymał jego imiennik, 1. hrabia Stirling w 1631 roku. W świetle nieuznania tytułu szlacheckiego przez Izbę Lordów, Rada Koronna oraz sąd generalny prowincji Massachusetts 19 grudnia 1769 roku uznały przedsięwzięcie za nielegalne i sprzedaż spaliła na panewce.
Stirling zaangażował się w wydobycie i obrót żelazem w New Jersey. W 1767 roku wraz z Jamesem Andersonem i Benjaminem Cooperem zakupił udziały w Hibernia Iron Works. Koszty podtrzymania wydobycia okazały się wyższe niż zyski i dość szybko Stirling zadłużył się na sumę 125 funtów u dostawcy Williama Neilsona. Z kolejnymi latami sytuacja nie poprawiała się ze względu na koszta operacji oraz niską cenę sprzedaży towaru i ostatecznie Stirling był winny łączną kwotę 5500 funtów Neilsonowi oraz ojcu Coopera, Danielowi. Ze względu na niewypłacalność Sitrlinga młodszy z panów Cooperów zaczął – z poparciem lokalnego szeryfa – wyprzedawać aktywa kopalni. W tym samym roku o zawierzone pieniądze zaczął się ubiegać Samuel Ogden, który wyprzedał piece hutnicze oraz urobek. Stirling nie chciał odstąpić od pomysłu obrotu żelazem i nawet podczas wojny interesował się jej działaniem, lecz ostatecznie w 1780 roku wydzierżawił ostatni piec na rzecz Johna Jacoba Faesha.
Sytuacja finansowa na początku 1772 roku wydawała się na tyle opłakana, iż Stirling postanowił odsprzedać część swoich ziem w loterii. Pomimo sceptycyzmu wielu co do takiej formy działań udało mu się nakłonić licznych ludzi o nieposzlakowanej opinii do przyjęcia stanowisk „menedżerów” sprawujących opiekę na przedsięwzięciem. Stirling wydrukował 12275 losów zakładając, że przyniesie mu to zysk ok. 49 tysięcy funtów. Pomimo ogromnego zaangażowania i licznych reklam drukowanych w gazetach nagłaśniających kampanię w latach 1772–73, sprzedanych zostało tylko 4510 losów przynosząc stratę 3938 funtów. Wobec takiego obrotu sytuacji Stirling był zmuszony odwołać loterię i zwrócić pieniądze.
Po tym przedsięwzięciu długi samozwańczego lorda urosły do poziomu 50 tysięcy funtów. Przyjaciel i doradca finansowy, Hugh Wallace, radził w 1774 roku, aby Stirling przekazał najważniejsze elementy swojej fortuny zaufanym ludziom i zgromadził fundusze na spłatę długów poprzez wyprzedaż reszty. Stirling nie zgodził się na taki ruch i w efekcie dobra ruchome z jego dworku zostały zajęte i sprzedane w serii aukcji publicznych.

### Wojna o niepodległość
W 1775 roku spodziewano się, iż opowie się za koroną, lecz zaskoczył wszystkich stając po stronie patriotów. Być może wpływ na to miał fakt ogromnego zadłużenia i niechęci jaką żywił do angielskiej Izby Lordów. Jego zapał dla sprawy spowodował, iż porzucił kompanię wszelkich lojalistów, a nawet zaczął prześladować gubernatora Nowego Jorku, Williama Franklina. W efekcie pozbawiono go wszystkich tytułów, jednakże udało mu się pozyskać patent pułkownika 1 Regimentu Milicji z New Jersey.
23 stycznia 1776 roku wraz z płk Eliasem Daytonem i 70 ludźmi zorganizował atak na brytyjski konwój morski. Kongres Kontynentalny odpowiedział awansując go na brygadiera w marcu tego roku i oddelegowując do zarządzania obroną Nowego Jorku. Alexander spędził kilka miesięcy na budowaniu fortów Lee i Washington, aż został zastąpiony przez gen. Jerzego Waszyngtona. Obaj polubili się i Waszyngton mianował go dowódcą brygady w siłach gen. Israela Putnama.

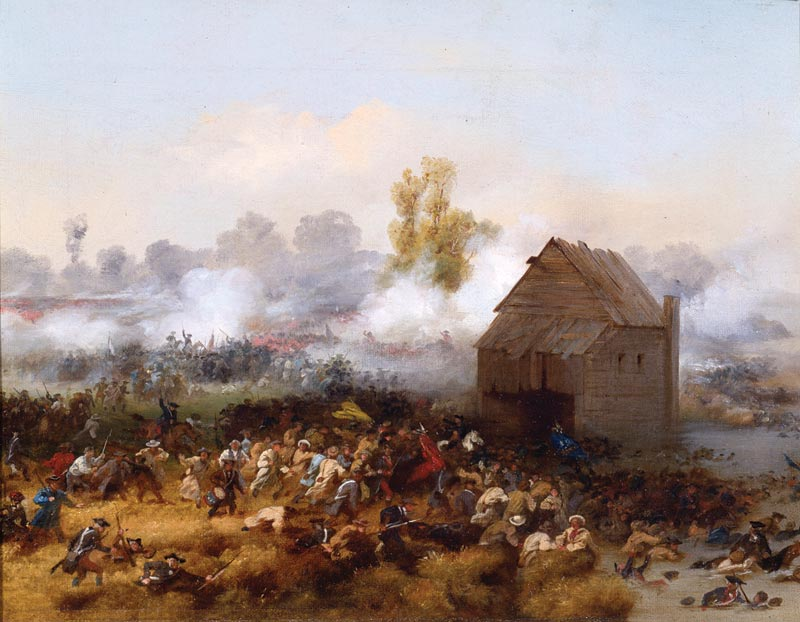
1 Regiment Marylandzki dowodzony przez Stirlinga na Long Island uderza na siły gen. Williama Howe’a

Podczas bitwy na Long Island 27 sierpnia 1776 roku Alexander bronił prawej flanki patriotów siłami 1600 ludzi – udało mu się odeprzeć kilkukrotne ataki gen. Jamesa Granta. Kiedy Brytyjczycy pojawili się niespodziewanie na tyłach, poprowadził kilka natarć dzięki czemu większej części jego sił udało się wycofać. Sam poddał się gen. Leopoldowi von Heisterowi, jednak prędko został wymieniony.
Brał udział w potyczkach pod White Plains oraz Trenton, gdzie zablokował odwrót heskich najemników.
W lutym 1777 roku Alexander został awansowany na generał-majora. W miesiąc później Waszyngton nierozważnie ulokował jego dywizję poza zasięgiem wsparcia pod Short Hills; w efekcie zdecydowanego ataku gen. Charlesa Cornwallisa, Alexander musiał się wycofać, tracąc 3 działa.

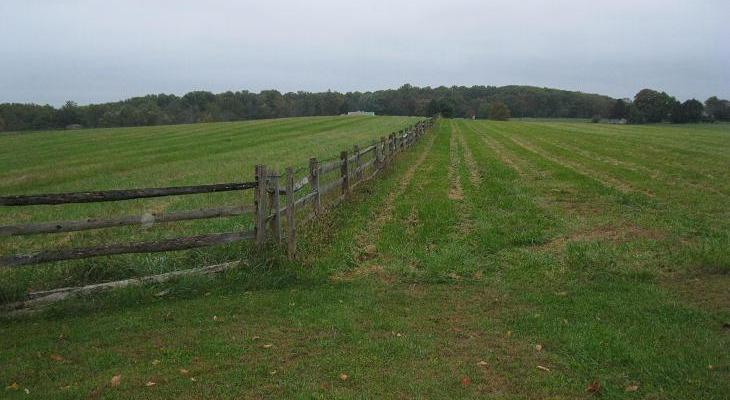
Miejsce stacjonowania dywizji Stirlinga podczas bitwy nad Brandywine

Dowodził swoją dywizją w starciach nad Brandywine i pod Germantown, a następnie pod Monmouth, po którym to starciu przewodniczył trybunałowi wojskowemu oskarżającemu Charlesa Lee o niesubordynację.
Jesienią 1778 roku dowiedział się o machinacjach płk Thomasa Conwaya, mających na celu zdyskredytowanie Waszyngtona i pozbawienie go stanowiska głównodowodzącego Armii Kontynentalnej; przekazał te informacje przełożonemu. Waszyngton odpowiedział na ten akt lojalności mianując Alexandra dowódcą armii stacjonującej w Valley Forge, gdy udawał się do Filadelfii na obrady Kongresu.
9 sierpnia 1779 roku pod Paulus Hook dowodził siłami osłaniającymi odwrót płk Henry’ego Lee.
Waszyngton pokładał zaufanie w zdolności przywódcze Alexandra i w grudniu 1779 roku zaproponował mu objęcie dowództwa nad Południowym Departamentem Armii Kontynentalnej, jednakże ten odmówił, tłumacząc się słabym zdrowiem. W konsekwencji został dowódcą  Północnego Departamentu, którego kwatera główna znajdowała się w Albany. Jego zasługą było stworzenie efektywnego systemu wywiadowczego.
W styczniu 1780 roku poprowadził źle zaplanowany atak na garnizon na Staten Island, jednak zrehabilitował się w czerwcu tego samego roku wspierając działania gen. Nathanaela Greene’a pod Springfield.
We wrześniu wszedł w skład trybunału, który skazał majora Johna Andrégo na karę śmierci za szpiegostwo. André działał jako emisariusz pomiędzy naczelnym dowódcą brytyjskich sił zbrojnych w Ameryce, gen. Henry’em Clintonem, a gen. Benedictem Arnoldem, chcącym przejść na stronę Brytyjczyków i poddać fort West Point. André został schwytany w cywilnym ubraniu, bez flagi parlamentariusza za liniami „patriotów”, wobec czego trybunał wojskowych uznał go za szpiega i skazał na śmierć przez powieszenie.
Przewlekła podagra zakończyła wojenne poczynania Alexandra w grudniu 1782 roku, jednakże pozostał w kwaterze głównej w Albany. Pod koniec roku doznał ataku choroby – wysoka gorączka oraz niemożność utrzymania niczego w żołądku doprowadziły do odwodnienia. Zmarł 15 stycznia 1783 roku. Następnego dnia odbył się wojskowy pogrzeb, po czym szczątki złożono w grobowcu rodziny żony w Dutch Church, w Albany.

## Rodzina
W 1748 roku Alexander pojął za żonę Sarah Livingstone, córkę Philipa Livingstone’a i siostrę przyszłego gubernatora New Jersey Williama Livingstone’a. Do 1752 roku para doczekała się dwójki dzieci – córek Mary i Catherine.